# 吳立琪
吳立琪（Niki）（1973年6月20日—），原名吳恩琪，台灣歌手、演員。

## 作品

### 單曲
- 2000 花樣年華（與梁朝偉合唱）

### 專輯
- 2001年11月28日 《NIKI吳恩琪》

### 電影
- 2004 《心戀》　飾演：筱菁
- 2008 《蝴蝶》　飾演：修車工人（客串）
- 2008 《花吃了那女孩》　飾演：Spancer
- 2009 《歧路天堂》　飾演：泰傭Wonpen

### 廣告
- 2003 黛安芬內衣廣告
- 笑傲江湖— 線上遊戲
- 流星蝴蝶劍— 線上遊戲

### 電視劇
- 2002 《美麗人生》
- 2003 《搖滾莎士》　飾演：歐陽倩
- 2004 《第二張身份證》　飾演：關蓮
- 2005 《飲食男女》　飾演：劉筱智
- 2006 《聖稜的星光》　飾演：陸清
- 2006 《梅艷芳菲》　飾演：林文嫻
- 2007 《冬暖》（涵碧園的春天）
- 2008 《波麗士大人》　飾演：張煦檢察官
- 2009 《故夢》　飾演：陸海棠

### 音樂劇
2003/2004 幾米《地下鐵——一個音樂的旅程》　飾演：天使

## 獎項
| 年份   | 頒獎典禮     | 獎項                 | 影片           | 角色       | 結果 |
| ------ | ------------ | -------------------- | -------------- | ---------- | ---- |
| 2006年 | 第41屆金鐘獎 | 戲劇節目最佳女配角獎 | 《聖稜的星光》 | 陸清       | 提名 |
| 2008年 | 第45屆金馬獎 | 最佳女配角           | 《歧路天堂》   | 泰傭Wonpen | 提名 |

## 連結
- 吳立琪在香港影庫上的簡介
- 個人Blog－吳立琪的花樣時空（页面存档备份，存于）
- nikiwu 's Blog（页面存档备份，存于）